# Keith Davies
Edward Keith Davies (* 19. Februar 1934 in Birkenhead; † 13. Januar 2024 in Fort Saskatchewan) war ein englischer Fußballspieler.

## Karriere
Davies kam 1952 zu den Tranmere Rovers. Ursprünglich zunächst für das Colts-Team, die Nachwuchsmannschaft in der West Cheshire League vorgesehen, überzeugte er schnell auf der rechten Halbstürmerposition und wurde schon im Oktober 1952 erstmals in der Reservemannschaft aufgeboten. Sein drei Jahre älterer Bruder Ray spielte bereits seit 1951 als Rechtsaußen bei Tranmere in der ersten Mannschaft. Im Anschluss an einen 15:0-Sieg über Harrowby im Dezember 1952, bei dem er bester Torschütze seines Teams war, wurde ihm und seinem Bruder bescheinigt, in Zukunft auf dem rechten Flügel des Profiteams für Schlagzeilen zu sorgen. Für die Schlagzeile „Davies brothers as a wing“ sorgten beide im März 1953 bei einem 5:2-Sieg über den FC Runcorn, als beide jeweils einen Treffer zum Sieg beitrugen, allerdings war es eine Partie der Reservemannschaft.
Nach guten Leistungen im Reserveteam kam Keith Davies, ebenso wie der linke Halbstürmer Mike Fleming, im September 1953 zu seinem Pflichtspieldebüt. Beiden Spielern wurde presseseitig attestiert, „körperlich klein zu sein, aber sie besitzen Entschlossenheit, zeigen Bereitschaft den Ball zu erkämpfen und jede Menge fußballerische Fähigkeiten.“ Einen möglichen Auftritt an der Seite seines Bruders verhinderte der Umstand, dass dieser aufgrund seines Militärdienstes dem Klub nicht zur Verfügung stand. Bei der 0:1-Heimniederlage in der Football League Third Division North gegen Bradford City bildete er mit Kenny McDevitt die rechte Angriffsseite. Es sollte Davies’ einziger Einsatz bleiben, der parallel zu seiner Fußballerlaufbahn eine Ausbildung zum Heizungsbauer absolvierte. Im März 1954 verletzte er sich in einem Spiel mit der Reservemannschaft in der Cheshire League gegen den Rhyl FC schwer, einen Monat später musste ihm als Folge eine Niere entfernt werden. Mit Saisonende 1954 wurde sein Karriereende bekannt gegeben.
Davies wanderte später nach Kanada aus und hatte mit seiner Frau zwei Kinder. Er starb im Januar 2024 89-jährig in Fort Saskatchewan.